# Gavà Televisió
Gavà Televisió es un canal de televisión local IP situado en la ciudad de Gavà, en la comarca del Bajo Llobregat, perteneciente a la comunidad autónoma de Cataluña. Esta cadena forma parte del grupo La Xarxa (Xarxa de Televisions Locals).

## Comienzo
Este canal de televisión, gestionado por el Ayuntamiento de Gavà, empezó sus emisiones en analógico el 7 de marzo de 1998. Desarrollado con criterios profesionales y con una programación íntegramente centrada en Gavà, el canal se convirtió en una de las televisiones locales de referencia en Cataluña. Prueba de ello, premios como el de mejor televisión local catalana que le entregó la Diputación de Barcelona en 1999. En esos años, la colaboración con La Xarxa (antes CTVL o XTVL) fue intensa y llegó a producir la previsión meteorológica para una veintena de televisiones o programas como "Si tu vols" o "Natura't", que se vieron en toda Cataluña a través de la red de televisiones locales.
Doce años después de su puesta en marcha, con la llegada de la TDT, comenzó a emitir en digital el 11 de septiembre de 2010 con un programa especial en el que estuvo presente el presidente de la Generalitat, José Montilla. Por otro lado, el 7 de marzo del 2011, se fundó su web, lugar donde cuelgan todos los vídeos realizados hasta la fecha. Finalmente, un año y medio después, el 1 de enero de 2012, Gavà Televisió dejó de emitir diariamente su programación para convertirse en una televisión IP hasta la actualidad.
Al principio, con las emisiones analógicas, Gavà Televisió compartía con la televisión local de Viladecans los principales gastos de una emisora propia y conjunta situada en lo alto de la montaña de Sant Ramón. Pero, tras la incursión de la TDT, el gobierno les prohibió emitir su programación de forma independiente. 
Dado que el ancho de banda es limitado y no podían ofrecer canales de televisión a todas las localidades, Cataluña, en el año 2006, dividió el Bajo Llobregat, que recibiría dos múltiplex (4 canales otorgados a las televisiones públicas y otros 4 que se pondrían en un concurso para las televisiones privadas), en 4 demarcaciones (Norte, Centro, Sud y Cornellà). Estas demarcaciones se conformaron por agrupaciones de ayuntamientos, es decir, por consorcios. Por lo que Gavà perteneció a la demarcación sud denominada el consorcio del Delta. Este consorcio estaba formado por los ayuntamientos de Gavá, Viladecans, Castelldefels, El Prat de Llobregat, San Baudilio de Llobregat, Begues y San Clemente de Llobregat. 

## Finalización
A raíz de esta distribución, los consorcios debían pagar una suma a la empresa que gestiona las redes de distribución para poder emitir desde la Torre de Collserola. El hecho de pagar esta cantidad, junto con el inicio de la crisis provocó que todos los ayuntamientos del consorcio se desvincularan del proyecto, a excepción de los de Gavà y Viladecans. Pero, finalmente, Viladecans tomó una decisión que consistió en el cierre de su televisión local y su radio. Entonces, el ayuntamiento de Gavà decidió asumir todo el coste que debía pagar el consorcio, a cambio de ocupar ese bando de ancha con el nombre de Gavà Televisió. Finalmente, al año y medio de comenzar sus emisiones en digital, la televisión de Gavà cierra sus emisiones en televisión, al no poder sufragar los gastos económicos que ello suponía, para convertirse en una televisión IP.